# Amor no correspondido

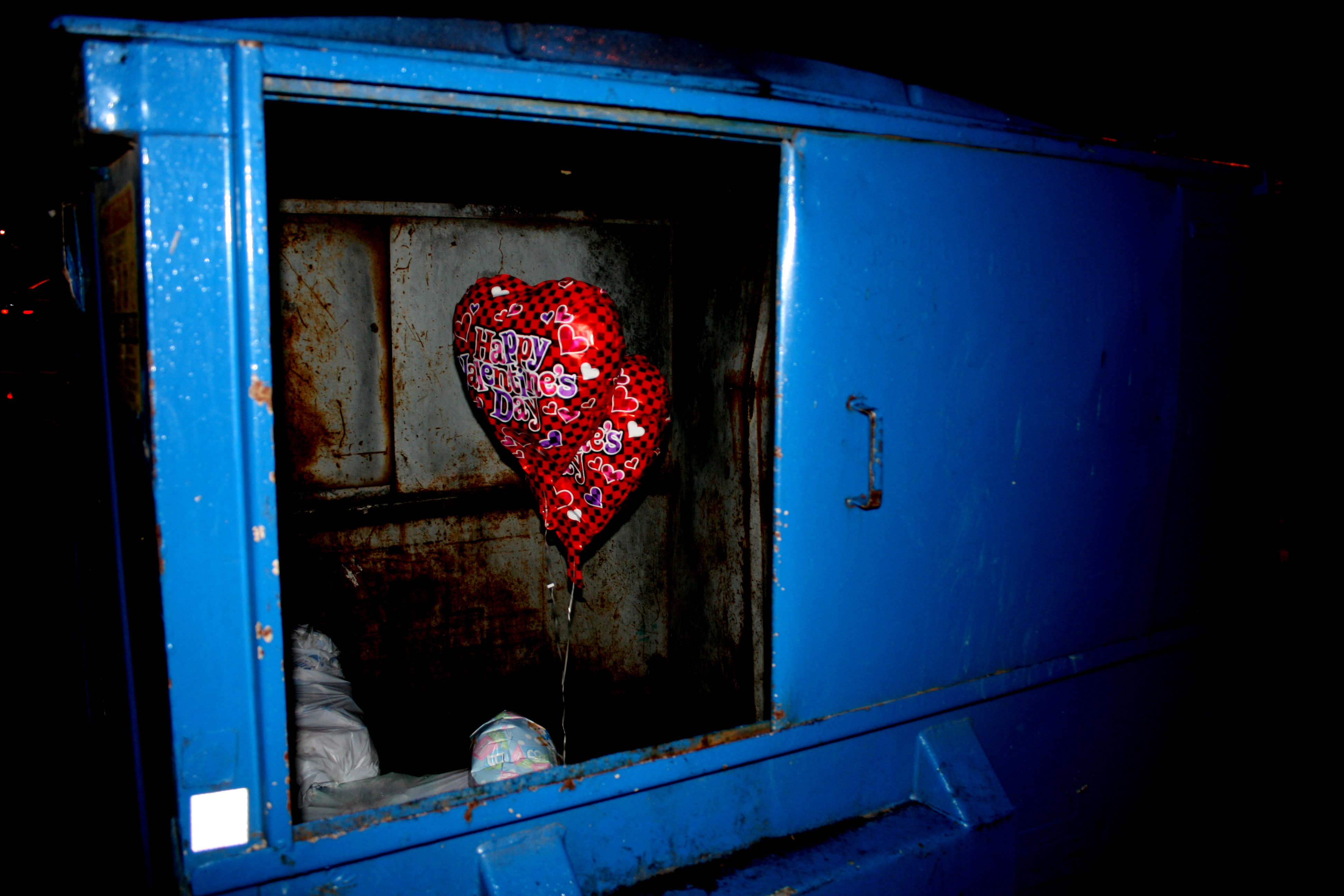
Un regalo de Día de San Valentín envuelto, con globos en forma de corazón atados a él, tirado en un contenedor de basura.

El amor no correspondido es un sentimiento humano romántico de un sujeto hacia otra persona y que no es recíproco, aun cuando esa reciprocidad sea profundamente deseada de parte del sujeto que anhela la correspondencia. 
Esto puede desencadenar sentimientos tales como la depresión, ansiedad, celos y cambios bruscos de humor entre depresión y euforia, así como desinterés y abulia.

## Análisis

### Origen
De acuerdo al Dr. Roy Baumeister, lo que hace que una persona sea deseable es una mezcla compleja y muy personal de muchas cualidades y rasgos. No obstante, en cuanto al enamorarse de alguien que es mucho más deseable que uno mismo, ya sea por belleza física o por atributos como encanto, inteligencia, ingenio o estatus, dice que es un tipo de desajuste en el que se es «propenso a encontrar su amor no correspondido» y que este tipo de relaciones están en decadencia.
Las «amistades platónicas son un terreno fértil para el amor no correspondido». Así, el objeto del amor no correspondido suele ser un amigo o un conocido, alguien con quien se encuentra habitualmente en el lugar de trabajo, en el transcurso del trabajo, la escuela u otras actividades que involucran a grandes grupos de personas. Esto crea una situación incómoda en la que el admirador tiene dificultades para expresar sus verdaderos sentimientos, un temor a que la revelación de sus sentimientos pueda provocar el rechazo, causar vergüenza o poner fin a todo acceso a la persona amada, ya que una relación romántica puede ser incompatible con la asociación existente.

### Perfil psicológico
Personas que han sufrido abandono emocional o pérdida de sus padres a temprana edad, o bien quienes han sido reprimidos emocionalmente, en especial aquellos de personalidad reservada, son susceptibles de albergar este tipo de sentimientos. Es menos frecuente en personas que tienen un alto respeto por sí mismas, pertenecen a familias bien constituidas y que además están dispuestas a aplicar las reglas del amor de manera inteligente y a aceptar sus consecuencias como algo normal en la vida.
Para la mayoría de la gente que sufre por un amor no correspondido, es una experiencia tortuosa y desdichada que a ratos cae en la tristeza y la depresión. Sin embargo, a veces puede ser simultáneamente una gran fuente de satisfacción la sensación de tener a alguien a quien amar, aunque ese amor no sea recíproco. 
El que ama puede considerar que compensa tener esa vivencia aunque tenga la sensación emocional de angustia. Prefiere estar enamorado sin ser correspondido que no sentir nada. 
Suelen ser personas que nunca han tenido una verdadera relación romántica y en muchos casos han sido víctimas de prejuicios y acoso, especialmente estos últimos respecto de su orientación sexual. Esto último afecta de un modo especial en gran medida a los varones jóvenes.[cita requerida]

## Consecuencias
El amor no correspondido puede durar décadas y desencadenar un comportamiento obsesivo tal como el acecho, acoso o la persecución, incluso se pueden desencadenar cuadros psicóticos de hostilidad extrema hacia el objeto de deseo si el amor es rechazado. Ello podría acarrear sanciones penales, ya que de ello se derivan delitos, como el acoso, e incluso crímenes más graves, como violaciones y aun homicidios. En algunas ocasiones, hay personas que optan por realizar rituales de amarre de amor, con la expectativa de que, a través de acciones sobrenaturales, logren generar sentimientos de amor recíproco en la persona de su interés, o también para ejercer influencia sobre sus propios sentimientos mediante el uso de la magia, con el objetivo de olvidar al ser amado.
Estos tipos de comportamientos pueden llevar a estas personas a ser vistas como pervertidas o voyeristas. En la mayor parte de los casos, sin embargo, el amor no correspondido es un sentimiento que pasa totalmente desapercibido para los demás.
También la persona que se enamora sin ser correspondida puede ser víctima de posibles burlas de las demás personas de su entorno y en muchos casos la lleva a acosar a la contraparte o ponerse pesado y fastidioso generando antipatía.
La cantidad de sufrimiento, si es que se puede medir, y que se puede llegar a experimentar, es una experiencia que causa gran frustración en el que la padece. Una persona puede llegar a quedarse "bloqueada totalmente", es decir, pierde la voluntad y la capacidad de tomar decisiones; o incluso sufrir una fuerte depresión y llegar a enfermar (en casos extremos podría aun llegar al suicidio). Se han hecho algunos estudios para tratar el mal de amores en casos prolongados como si se tratase de una enfermedad mental. Una enfermedad de casos extremos ha llevado a algunas personas al suicidio (muy común) o a realizar actos demenciales. Tal es el caso de John Hinckley, Jr., quien atentó contra la vida de Ronald Reagan para llamar la atención de Jodie Foster, una actriz que apareció en Taxi Driver, film que había visto John Hinckley, Jr. y había desarrollado un sentimiento no correspondido altamente obsesivo.
Sin embargo, sólo el aprendizaje diario y el respeto hacia uno mismo y hacia el ser deseado que no corresponde el sentimiento hacen que las barreras de ansiedad y euforia puedan ser superadas. Las actitudes del uno al otro pueden variar; por ejemplo, si una de las personas asume una posición de no involucramiento a nivel personal o, si es un caso surgido en el trabajo y sólo deja su relación a nivel netamente profesional (ya que este tipo de situaciones se observan con frecuencia en el ambiente laboral), la otra persona involucrada puede darse cuenta de esta actitud y asumirla, o al contrario la persona puede no corresponder el sentimiento y a pesar de todo no perder el vínculo de amistad o fraternidad. Pero esto puede traer nefastas confusiones sobre la persona no correspondida, ya que esta puede pensar en su interior que existe algo o una mínima esperanza para concretar una relación.Existen individuos que logran superar un amor unilateral a través de un proceso reflexivo profundo que integra aspectos filosóficos, morales y espirituales. Alcanzan esta superación al comprender y aceptar que el amor verdadero y real implica reciprocidad y dualidad, lo que es fundamental para que sea auténtico y no se convierta en un apego ilusorio.